# Red Mango
A Red Mango FC, LLC é uma marca americana de iogurte congelado e smoothies conhecida por seu iogurte congelado totalmente natural, smoothies de frutas frescas, parfaits de iogurte e sucos frescos. Atualmente, há mais de 50 locais em mais de 15 estados nos Estados Unidos e em Porto Rico, e um em El Salvador e no Catar. Em 2011, a Red Mango foi nomeada a cadeia nº 1 da Zagat Rated nos Estados Unidos para smoothies e iogurte congelado.

## História
Daniel J. Kim, fundador da empresa, formou-se na Haas School of Business da UC Berkeley em 1998 e trabalhou inicialmente como banqueiro de investimentos na Donaldson, Lufkin & Jenrette.
De acordo com o site da empresa, o nome Red Mango se deve ao fato de que “a manga (tradução de "mango" em português), distintamente deliciosa e rica em nutrientes, fica vermelha em seu estágio ideal de maturação”.

## Expansão
A primeira loja foi aberta em 2007 em Los Angeles, perto da UCLA. Depois de abrir sua primeira loja na Califórnia, a Red Mango abriu lojas em Nevada, Utah, Washington e Nova Iorque. Um ano depois da abertura da primeira loja em Los Angeles, a Red Mango abriu 30 novas lojas. Em 2008, o executivo da Taco Bell John Antioco deixou o cargo e se tornou consultor da Red Mango, o que ajudou a marca a crescer para 20 lojas em abril de 2008. No final de 2009, a Red Mango tinha 60 lojas em operação.
No verão de 2010, a Red Mango adicionou 22 variedades de smoothies ao seu cardápio. No final de 2010, a Red Mango fechou acordos para 147 locais e abriu 62 novas lojas, elevando o número total de locais para 100. Ela foi nomeada a 4ª na lista “Future 50” da Restaurant Business Magazine das cadeias de crescimento mais rápido em 2010.
Em maio de 2012, a empresa sediada em Dallas firmou um acordo com a cadeia de cinemas mexicana Cinemex para introduzir os produtos Red Mango no México.
Eles abrem muitas de suas lojas em campi universitários ou perto deles. Em 2010, cerca de 70% dos compradores da Red Mango eram mulheres.
A Red Mango também tem sete lojas nas Filipinas: Uma em Makati, uma em Manila, quatro em Quezon City e uma em San Juan, Metro Manila.